# Барру-Алту (Баия)
Барру-Алту (порт. Barro Alto) — муниципалитет в Бразилии, входит в штат Баия. Составная часть мезорегиона Северо-центральная часть штата Баия. Входит в экономико-статистический микрорегион Иресе. Население составляет 12 126 человек на 2006 год. Занимает площадь 425,750 км². Плотность населения — 28,5 чел./км².
Праздник города — 9 мая.

## Статистика
- Валовой внутренний продукт на 2003 год составляет 25 269 416,00 реалов (данные: Бразильский институт географии и статистики).
- Валовой внутренний продукт на душу населения на 2003 год составляет 2086,14 реалов (данные: Бразильский институт географии и статистики).
- Индекс развития человеческого потенциала на 2000 год составляет 0,621 (данные: Программа развития ООН).